# Manga pubblicati su Weekly Shōnen Sunday
Di seguito sono elencate tutte le serie apparse nella rivista Weekly Shōnen Sunday di Shogakukan. La lista, organizzata in decenni, mostra il titolo dell'opera, la prima e l'ultima uscita ed il mangaka che l'ha creata.
I manga in corso sono indicati con uno sfondo colorato.

## Anni cinquanta
| Titolo                                  | Prima uscita | Ultima uscita | Mangaka                     |
| --------------------------------------- | ------------ | ------------- | --------------------------- |
| Sportsman Kintaro (スポーツマン金太郎?) | #01, 1959    | #45, 1963     | Hiro Terada                 |
| Dr. Thrill (スリル博士?)                | #01, 1959    | #23, 1959     | Osamu Tezuka                |
| Uchuu Shonen Tonda (宇宙少年トンダー?)  | #01, 1959    | #29, 1959     | Ryuichi Yokoyama            |
| Umi no Ouji (海の王子?)                 | #01, 1959    | #14, 1961     | Fujiko Fujio, Aoi Takagaki  |
| The Lone Ranger (ローンレンジャー?)     | #01, 1959    | #29, 1959     | Tsuneo Yamada               |
| Maboroshi Taisho (まぼろし大将?)        | #09, 1959    | #20, 1959     | Katsumi Mashiko             |
| Tonkatsu-chan (トンカツちゃん?)         | #20, 1959    | #30, 1959     | Shōtarō Ishinomori          |
| Kaikyuu x Arawaru!! (快球Xあらわる!!?)  | #21, 1959    | #38, 1961     | Katsumi Mashiko, Toto Mashu |
| Zero Man (0マン?)                       | #24, 1959    | #50, 1960     | Osamu Tezuka                |
| Ryuichi Yoru Banashi (隆一夜ばなし?)    | #30, 1959    | #13, 1959     | Ryuichi Yokoyama            |
| Dynamic 3 (ダイナミック3?)              | #33, 1959    | #02, 1960     | Shōtarō Ishinomori          |

## Anni sessanta
| Titolo                                                      | Prima uscita | Ultima uscita | Mangaka                            |
| ----------------------------------------------------------- | ------------ | ------------- | ---------------------------------- |
| Kakedaze Dash (かけだせダッシュ?)                           | #03, 1960    | #21, 1960     | Shōtarō Ishinomori                 |
| Denko Red (電光レッド?)                                     | #14, 1960    | #30, 1960     | Kinda Kaneda                       |
| Tonkachi Musuko (トンカチむすこ?)                           | #14, 1960    | #40, 1960     | Sanpei Wachi                       |
| Yarikuri Tengoku (やりくり天国?)                            | #14, 1960    | #28, 1960     | Kazuo Maekawa, Kobako Hanato       |
| Seibangou 0 Monogatari (背番号0物語?)                       | #17, 1960    | #52, 1960     | Hiro Terada                        |
| Pink-chan (ピンクちゃん?)                                   | #22, 1960    | #06, 1961     | Shiro Mihara                       |
| Shippo Eitaro (疾風影太郎?)                                 | #28, 1960    | #52, 1960     | Satoru Ozawa, Tsunayoshi Takeuchi  |
| Boku wa Jonbe he (ぼくはジョンべえ?)                        | #29, 1960    | #52, 1960     | Jirou Tsunoda                      |
| Captain Ken (キャプテンKen?)                                | #41, 1960    | #52, 1960     | Osamu Tezuka                       |
| Kon-chan (コンちゃん?)                                      | #51, 1960    | #34, 1961     | Hiroshi Ishikawa                   |
| Bun Bun (ブンブン?)                                         | #01, 1961    | #07, 1961     | Sanpei Wachi                       |
| Kon-chan Torimonocho (崑ちゃん捕物帖?)                      | #08, 1961    | #36, 1961     | Kazuo Maekawa, Kobako Hanato       |
| Iga no Kagemaru (伊賀の影丸?)                               | #14, 1961    | #39, 1966     | Mitsuteru Yokoyama                 |
| Shonen Kenia (少年ケニヤ?)                                  | #14, 1961    | #15, 1962     | Kyuta Ishikawa, Soji Yamakawa      |
| Shiroi Pilot (白いパイロット?)                              | #35, 1961    | #26, 1962     | Osamu Tezuka                       |
| Konchaasu Bon Taro (こんちゃーすボン太郎?)                  | #39, 1961    | #12, 1962     | Katsumi Mashiko, Toto Mashu        |
| Uchuu Keibitai (宇宙警備隊?)                                | #49, 1961    | #15, 1962     | Mitsuteru Yokoyama                 |
| Tonga Series (トンガ・シリーズ?)                            | #04, 1962    | #14, 1962     | Gozomu Kaga                        |
| Big 1 (ビッグ・1?)                                          | #12, 1962    | #29, 1962     | Fujiko Fujio                       |
| Kakero Tenba (翔けろ天馬?)                                  | #15, 1962    | #42, 1962     | Hisashi Sekiya                     |
| Osomatsu-kun (おそ松くん?)                                  | #16, 1962    | #15, 1969     | Fujio Akatsuka                     |
| Brave Dan (勇者ダン?)                                       | #29, 1962    | #52, 1969     | Osamu Tezuka                       |
| Chibikko Chocho (ちびっこ町長?)                             | #41, 1962    | #52, 1962     | Sanpei Wachi                       |
| Ozora no Chikai (大空のちかい?)                             | #45, 1962    | #19, 1964     | Ippei Kuri                         |
| Ganbare Kenta (がんばれ健太?)                               | #01, 1963    | #11, 1963     | Akio Ito                           |
| Submarine 707 (サブマリン707?)                              | #02, 1963    | #41, 1965     | Satoru Osawa                       |
| Midori no Mujinto (緑の無人島?)                             | #15, 1963    | #29, 1963     | Kyuta Ishikawa, Yoichiro Minami    |
| Akuma no Oto (悪魔の音?)                                    | #17, 1963    | #18, 1963     | Osamu Tezuka                       |
| Bakansu Kozo (バカンス小僧?)                                | #28, 1963    | #38, 1963     | Katsumi Mashiko                    |
| Maboroshi Buntai (まぼろし分隊?)                            | #28, 1963    | #41, 1963     | Shin Ehara                         |
| Robot-kun (ロボットくん?)                                   | #39, 1963    | #52, 1963     | Koremitsu Maetani                  |
| Kaze no Jirokichi (風の次郎吉?)                             | #42, 1963    | #52, 1963     | Tsunayoshi Takeuchi                |
| Kurayami Godan (暗闇五段?)                                  | #46, 1963    | #31, 1964     | Hiro Terada                        |
| Inazuma Ace (いなずまエース?)                               | #01, 1964    | #11, 1964     | Joji Enami                         |
| Hoero! Racer (吠えろ!レーサー?)                             | #02, 1964    | #17, 1964     | Hisashi Sekiya                     |
| Obake no Q-tarō (オバケのQ太郎?)                            | #06, 1964    | #51, 1966     | Fujiko Fujio                       |
| Kotetsu Ningen Shiguma (鋼鉄人間シグマ?)                    | #14, 1964    | #03-04, 1965  | Koji Tsukamoto, Mitsuteru Yokoyama |
| Kyuban Dasha (九番打者?)                                    | #27, 1964    | #18, 1965     | Hiroshi Kaizuka                    |
| Yami no Sakon (闇の左近?)                                   | #27, 1964    | #52, 1964     | Osamu Kishimoto                    |
| Niji no Sentotai (虹の戦闘隊?)                              | #27, 1964    | #43, 1964     | Toshio Shōji                       |
| Pocket Rikishi (ポケット歴史?)                              | #43, 1964    | #03-04, 1965  | Yutaka Yoshida                     |
| Black Dan (ブラック団?)                                     | #44, 1964    | #30, 1966     | Jirou Tsunoda                      |
| Super Jetter (スーパージェッター?)                          | #01, 1965    | #02, 1966     | Fumio Hisamatsu                    |
| Ore wa Yaruzo (俺はやるぞ?)                                 | #02, 1965    | #16, 1965     | Yoshiteru Takano                   |
| MM Santa (エムエム三太?)                                    | #05, 1965    | #17, 1965     | Daisuke Sensa                      |
| Berabo (べら坊?)                                            | #17, 1965    | #31, 1965     | Kenji Morita                       |
| Miracle A (ミラクルA?)                                      | #19, 1965    | #21, 1966     | Hiroshi Kaizuka                    |
| L'invincibile Ninja Kamui (カムイ外伝?, Ninpū Kamui Gaiden) | #21, 1965    | #40, 1966     | Sanpei Shirato                     |
| The Amazing 3 (W3 (ワンダー・スリー)?)                      | #23, 1965    | #18, 1966     | Osamu Tezuka                       |
| Attack Kobushi (アタック拳?)                                | #37, 1965    | #46, 1965     | Noboru Kawasaki                    |
| Ore no Taiyo (おれの太陽?)                                  | #40, 1965    | #06, 1966     | Jirou Tsunoda                      |
| Korya My Futoshi (こりゃマイッ太?)                          | #40, 1965    | #21, 1966     | Sho Murotanitsune                  |
| Captain Goro (キャプテン五郎?)                              | #51, 1965    | #09, 1966     | Noboru Kawasaki                    |
| Sabu to Ichi torimono hikae (佐武と市捕物控?)               | #, 1966      | #, 1968       | Shōtarō Ishinomori                 |
| Ryu no Hata (竜の旗?)                                       | #05, 1966    | #40, 1966     | Mikiya Mochizuki                   |
| Shinigami Hakase (死神博士?)                                | #11, 1966    | #28, 1966     | Noboru Kawasaki                    |
| Thunder Kid (サンダーキッド?)                               | #15, 1966    | #30, 1966     | Fumio Hisamatsu                    |
| The Vampires (バンパイヤ?)                                  | #23, 1966    | #19, 1967     | Osamu Tezuka                       |
| Star 9 (スター9?)                                           | #25, 1966    | #10, 1967     | Shin Ehara                         |
| Genjin Bibi (原人ビビ?)                                     | #31, 1966    | #31, 1967     | Kyuta Ishikawa                     |
| Kaimushi Kabuton (怪虫カブトン?)                            | #35, 1966    | #51, 1966     | Jirou Tsunoda                      |
| Abare Osho (あばれ王将?)                                    | #41, 1966    | #18, 1967     | Hiroshi Kaizuka                    |
| Kamen no Ninja Akakage (仮面の忍者 赤影?)                   | #45, 1966    | #48, 1967     | Mitsuteru Yokoyama                 |
| Boken Gaboten Shima (冒険ガボテン島?)                       | #50, 1966    | #49, 1967     | Fumio Hisamatsu                    |
| Hi no Maru Jindai (日の丸陣太?)                             | #01, 1967    | #23, 1967     | Mikiya Mochizuki                   |
| Jikogu-kun (地獄くん?)                                      | #01, 1967    | #07, 1967     | Sho Murotanitsune                  |
| Superkid eroe bambino (パーマン?, Pāman)                    | #02, 1967    | #44, 1967     | Fujiko F. Fujio                    |
| Blue submarine no. 6 (青の6号?)                             | #02, 1967    | #45, 1967     | Satoru Ozawa                       |
| Captain Ultra (キャプテンウルトラ?)                         | #08, 1967    | #38, 1967     | Shunji Obata                       |
| Animal One (アニマル1 (ワン)?)                              | #11, 1967    | #35, 1967     | Noboru Kawasaki                    |
| Guriguri (グリグリ?)                                        | #19, 1967    | #47, 1967     | Jirou Tsunoda                      |
| Jaianto Robo (ジャイアントロボ?, Jaianto Robo)              | #20, 1967    | #10, 1968     | Mitsuteru Yokoyama                 |
| Danganko (弾丸児?)                                          | #28, 1967    | #14, 1968     | Ippei Kuri                         |
| Il mio amico Guz (おらぁグズラだど?, Oraa Guzura Dato)      | #31, 1967    | #28, 1968     | Rentaro Sakai, Hiroshi Sasagawa    |
| Dororo (どろろ?)                                            | #35, 1967    | #30, 1968     | Osamu Tezuka                       |
| Akatasuki Sentai (あかつき戦闘隊?)                          | #46, 1967    | #18, 1969     | Mitsuyoshi Sonoda                  |
| Captain Scarlet (キャプテンスカーレット?)                   | #47, 1967    | #27, 1968     | Joji Enami, Sachihiko Kitagawa     |
| Mou Retsu Atarou (もーれつア太郎?)                          | #48, 1967    | #27, 1970     | Fujio Akatsuka                     |
| 21 emon (21エモン?, Nijūichi emon)                          | #01, 1968    | #06, 1969     | Fujiko F. Fujio                    |
| Blue Zone (ブルーゾーン?)                                   | #06, 1968    | #29, 1968     | Shōtarō Ishinomori                 |
| Moero Nio (燃えろ仁王?)                                     | #07, 1968    | #27, 1968     | Shinji Hama, Kazuya Fukimoto       |
| Doctor Tsururi (ドクター・ツルリ?)                          | #12, 1968    | #36, 1968     | Tsunezō Murotani                   |
| MJ (MJ?)                                                    | #15, 1968    | #43, 1968     | Masamichi Yokoyama, Tetsuo Kinjo   |
| Tenamonya Ipponyari (てなもんや一本槍?)                     | #16, 1968    | #52, 1968     | Jirou Tsunoda                      |
| Kappa no Sanpei (河童の三平?)                               | #28, 1968    | #46, 1969     | Shigeru Mizuki                     |
| Ah!! Koshien (ああ!!甲子園?)                                | #29, 1968    | #38, 1968     | Mitsuyoshi Sonoda, Yutaka Irie     |
| Dokachin (ドカチン?)                                        | #29, 1968    | #11, 1969     | Rentaro Sakai, Tatsuo Yoshida      |
| Utae!! Mustang (歌え!!ムスタング?)                          | #30, 1968    | #19, 1969     | Noboru Kawasaki, Kazuya Fukamoto   |
| Judo Boy (紅三四郎?, Kurenai Sanshirō)                      | #31, 1968    | #47, 1968     | Tatsuo Yoshida, Ippei Kuri         |
| Sasuke, il piccolo ninja (サスケ?, Sasuke)                  | #32, 1968    | #22, 1969     | Sanpei Shirato                     |
| Chikyu Number V7 (地球ナンバーV7?)                          | #38, 1968    | #13, 1969     | Mitsuteru Yokoyama                 |
| Hitokui Tetsudo (人喰鉄道?)                                 | #03, 1969    | #22, 1969     | Kyuta Ishikawa, Yukio Togawa       |
| Ume-boshi no Denka (ウメ星デンカ?)                          | #07, 1969    | #35, 1969     | Fujiko Fujio                       |
| Kudabare!! Namida-kun (くたばれ!!涙くん?)                   | #07, 1969    | #45, 1970     | Isami Ishii                        |
| Target (ターゲット?)                                        | #20, 1969    | #24, 1970     | Mitsuyoshi Sonoda                  |
| Doronko Kyujo (泥んこ球場?)                                 | #21, 1969    | #30, 1969     | Joji Enami, Kazuo Fukumoto         |
| Yami no Kaze (闇の風?)                                      | #23, 1969    | #41, 1969     | Shōtarō Ishinomori                 |
| Orochi (おろち?)                                            | #25, 1969    | #35, 1970     | Kazuo Umezu                        |
| Devil King (デビルキング?)                                  | #31, 1969    | #17, 1970     | Takao Saito                        |
| Tensai Bakabon (天才バカボン?)                              | #35, 1969    | #15, 1970     | Fujio Akatsuka                     |
| Gen to Tsugumi (源とツグミ?)                                | #39, 1969    | 1969          | Haruo Koyama, Haruko Sumomo        |
| Chikai no Hata (誓いの旗?)                                  | #46, 1969    | #19, 1970     | Takumi Nagayasu, Shiro Jinbo       |

## Anni settanta
| Titolo                                                              | Prima uscita | Ultima uscita | Mangaka                           |
| ------------------------------------------------------------------- | ------------ | ------------- | --------------------------------- |
| Dekkadeka (でっかでか?)                                             | #01, 1970    | #15, 1970     | Tsutomu Oyamada                   |
| Otoko do Aho Koshien (男どアホウ甲子園?)                            | #08, 1970    | #09, 1975     | Shinji Mizushima, Mamoru Sasaki   |
| Zeni Geba (銭ゲバ?)                                                 | #13, 1970    | #06, 1971     | George Akiyama                    |
| Go!! Go!! Nonsense (GO!!豪!!ナンセンス?)                            | #13, 1970    | #28, 1970     | Gō Nagai                          |
| CM Yarou (CM野郎?)                                                  | #16, 1970    | #32, 1970     | Shōtarō Ishinomori                |
| Group Gin (グループ銀?)                                             | #19, 1970    | #48, 1970     | Takao Saito                       |
| Yoake no Makki (夜明けのマッキー?)                                  | #21, 1970    | #52, 1970     | Mikiya Mochizuki                  |
| Tobenai Tsubasa (とべない翼?)                                       | #25, 1970    | #17, 1971     | Sachio Umemoto, Hisao Maki        |
| Koko Sasurai-ha (高校さすらい派?)                                   | #29, 1970    | 1970          | Keiji Yoshitani, Kai Takizawa     |
| Maro (まろ?)                                                        | #30, 1970    | #27, 1971     | Gō Nagai                          |
| Bukkare Dan (ぶッかれ・ダン?)                                       | #32, 1970    | #13, 1971     | Fujio Akatsuka                    |
| The Shikippuru (ザ・色っぷる?)                                      | #41, 1970    | #46, 1970     | Hideo Azuma                       |
| Again (アゲイン?)                                                   | #43, 1970    | #05, 1971     | Kazuo Umezu                       |
| Dame Oyaji (ダメおやじ?)                                            | #43, 1970    | #30, 1982     | Mitsutoshi Furuya                 |
| Glass no No (ガラスの脳?)                                           | 1971         | 1971          | Osamu Tezuka                      |
| Kenka no Bible (ケンカの聖書(バイブ)?)                              | #01, 1971    | #53, 1971     | Isami Ishii, Ikki Kajiwara        |
| Rekka (烈火?)                                                       | #02, 1971    | #33, 1971     | Takao Saito                       |
| Kokuhaku (告白?)                                                    | #11, 1971    | #21, 1971     | George Akiyama                    |
| Seishun Dobaku (青春賭博?)                                          | #17, 1971    | #38, 1971     | Ryōichi Ikegami, Hisao Maki       |
| Kaijin Jaguar Man (怪人ジャガーマン?)                               | #18, 1971    | #27, 1971     | Monkey Punch                      |
| Sokkyuya (速球屋?)                                                  | #22, 1971    | #43, 1971     |                                   |
| Tamagawa-kun (タマガワ君?)                                          | #23, 1971    | #32, 1971     | Tsutomu Adachi                    |
| Tabidate! Hirarin (旅立て!ひらりん?)                                | #25, 1971    | #35, 1971     | Tatsuhiko Yamagami                |
| Subahen (ズバ蛮?)                                                   | #28, 1971    | #53, 1971     | Gō Nagai                          |
| Hadashi no Bun (はだしのブン?)                                      | #31, 1971    | #49, 1971     | Shinji Nagashima                  |
| Hato to Sakura (鳩と桜?)                                            | #33, 1971    | #47, 1971     | Takeshi Shinden, Kazuo Koike      |
| Senbe (仙べえ?)                                                     | #37, 1971    | #03-04, 1972  | Fujiko Fujio                      |
| Rettsuragon (レッツラゴン?)                                         | #37, 1971    | #29, 1974     | Fujio Akatsuka                    |
| Kitaro dei cimiteri (ゲゲゲの鬼太郎?, GeGeGe no Kitaro)             | #40, 1971    | #53, 1971     | Shigeru Mizuki                    |
| Abare Fubuki (あばれフブキ?)                                        | #41, 1971    | #53, 1971     | Mitsuyoshi Sonoda, Kai Takizawa   |
| Cyborg Ace (サイボーグエース?)                                      | #44, 1971    | #13, 1972     | Hideaki Kitano                    |
| Challenge D (チャレンジD?)                                          | #48, 1971    | #14, 1972     | Motonori Okura, Toshiro Ishido    |
| Hiyoshi no Shiro (日吉の城?)                                        | #01, 1972    | #16, 1972     | Hiroshi Kaizuka                   |
| Dust 18 (ダスト18?)                                                 | #02, 1972    | #21, 1972     | Osamu Tezuka                      |
| Kedaman (ケダマン?)                                                 | #03-04, 1972 | #45, 1972     | Gō Nagai                          |
| Kibahashiri (牙走り?)                                               | #03-04, 1972 | #32, 1974     | Takumi Nagayasu, Kazuo Koike      |
| Arajin no Musuko (アラジンの息子?)                                  | #05, 1972    | #17, 1972     | Mitsuyoshi Sonoda, Himiko Hicho   |
| The Moon (ザ・ムーン?)                                              | #14, 1972    | #18, 1973     | George Akiyama                    |
| Nagareboshi Sub (流れ星サブ?)                                       | #15, 1972    | #24, 1972     |                                   |
| Akado Suzunosuke (赤胴鈴之助?)                                      | #16, 1972    | #35, 1972     | Tsunayoshi Takeuchi               |
| Judo Sanka (柔道讃歌?)                                              | #21, 1972    | #14, 1975     | Hiroshi Kaizuka, Ikki Kajiwara    |
| Koma ga Mau (駒が舞う?)                                             | #22, 1972    | #30, 1973     | Oshima                            |
| Aula alla deriva (漂流教室?, Hyouryuu kyoushitsu)                   | #23, 1972    | #27, 1974     | Kazuo Umezu                       |
| Jinzo-Ningen Kikaider (人造人間キカイダー?)                         | #30, 1972    | #13, 1974     | Shōtarō Ishinomori                |
| Kantaro Monogatari (かん太郎物語?)                                  | #35, 1972    | #45, 1972     | Hiroshi Motomiya                  |
| Fuma Kotaro (風魔孤太郎?)                                           | #40, 1972    | #52, 1972     | Ken Ishikawa, Jirō Gyū            |
| Thunder Mask (サンダーマスク?)                                      | #43, 1972    | #02, 1973     | Osamu Tezuka                      |
| Tatsu ga Kiru! (竜が斬る!?)                                         | #45, 1972    | #26, 1973     | Isami Ishii, Mamoru Sasaki        |
| Oi! Boketan (おーい!ボケタン?)                                      | #47, 1972    | #13, 1973     | Big Jo                            |
| Fuefuki Doji (笛吹童子?)                                            | #52, 1972    | #19, 1973     | Masanobu Asai, Hisao Kitamura     |
| Jinjin no Jin (じんじんの仁?)                                       | #11, 1973    | #40, 1973     | Joya Kagemaru, Kimio Komatsu      |
| Okkaa Yakuza (おっ母ァやくざ?)                                      | #15, 1973    | #32, 1973     | Yosuke Tamaru, Akira Hayasaka     |
| Ultraman Taro (ウルトラマンタロウ?)                                 | #17, 1973    | #34, 1973     | Ken Ishikawa                      |
| Kuroi Washi (黒い鷲?)                                               | #19, 1973    | #06-07, 1974  | Yoshimoto Baron                   |
| Inazuman (イナズマン?)                                              | #34, 1973    | #38, 1974     | Shōtarō Ishinomori                |
| Catch Man (キャッチマン?)                                           | #37, 1973    | #08, 1974     | Yasuichi Oshima                   |
| Dororon Enma-kun (ドロロンえん魔くん?)                              | #41, 1973    | #52, 1973     | Gō Nagai                          |
| Diamond Eye (ダイヤモンド・アイ?)                                   | #43, 1973    | #13, 1974     | Katsumi Hashimoto, Kohan Kawauchi |
| Ore wa Chokkaku (おれは直角?)                                       | #45, 1973    | #17, 1976     | Yu Koyama                         |
| Otoko Gumi (男組?)                                                  | #04-05, 1974 | #30, 1974     | Ryōichi Ikegami, Tetsu Kariya     |
| Pro Golfer Saru (プロゴルファー猿?)                                 | #13, 1974    | #45, 1978     | Fujiko Fujio Ⓐ                    |
| Getter Robot (ゲッターロボ?)                                        | #15, 1974    | #03-04, 1976  | Gō Nagai, Ken Ishikawa            |
| Oira Sukeban (Delinquent in Drag) (おいら女蛮?)                     | #32, 1974    | #03-04, 1976  | Gō Nagai                          |
| Shonen Friday (少年フライデー?)                                     | #33, 1974    | #11, 1975     | Fujio Akatsuka                    |
| Musashi (ムサシ?)                                                   | #35, 1974    | #20, 1977     | Noboru Kawasaki, Kazuo Koike      |
| Ganbare Robokon (がんばれ!!ロボコン?)                               | #42, 1974    | #16, 1975     | Shōtarō Ishinomori                |
| Kibasen (牙戦?)                                                     | #02, 1975    | #34, 1975     | Mitsuru Adachi, Kai Takizawa      |
| Nora Gaki (のらガキ?)                                               | #12, 1975    | #25, 1976     | Fujio Akatsuka                    |
| Himitsu Sentai Goranger (ゴレンジャー?, Go Renjā)                   | #18, 1975    | #23, 1976     | Shōtarō Ishinomori                |
| Ikkyu-san (一球さん?)                                               | #21, 1975    | #52, 1977     | Shinji Mizushima                  |
| Tenkaiichi Omonoten (天下一大物伝?)                                 | #29, 1975    | #16, 1976     | Yasuichi Oshima, Ikki Kajiwara    |
| Shin Himitsu Sentai Gorenja Gokko (新ひみつ戦隊ゴレンジャーごっこ?) | #33, 1975    | #23, 1976     | Shōtarō Ishinomori                |
| Kamen Godamaru (仮面豪打丸?)                                        | #41, 1975    | #50, 1975     | Hiroshi Kaizuka                   |
| Goemon Rokku (ゴエモンろっく?)                                      | #43, 1975    | #02, 1976     | Shin Tamura                       |
| Soggy Papa (サギパッパ?)                                            | #02, 1976    | #24, 1976     | George Akiyama                    |
| Megido no Hi (メギドの火?)                                          | #03-04, 1976 | #30, 1976     | Jirou Tsunoda                     |
| Gamushara (がむしゃら?)                                             | #05-06, 1976 | #18, 1976     | Mitsuru Adachi, Jūzo Yamasaki     |
| Ginrin Jaguar (銀輪ジャガー?)                                       | #12, 1976    | #25, 1976     | Ryo Sakonji, Sho Fumimura         |
| Makoto-chan (まことちゃん?)                                         | #16, 1976    | #30, 1981     | Kazuo Umezu                       |
| God Arm (ゴッド・アーム?)                                           | #18, 1976    | #29, 1977     | Jiro Kuwata, Ikki Kajiwara        |
| Forza Sugar (がんばれ元気?, Ganbare Genki)                          | #19, 1976    | #14, 1981     | Yu Koyama                         |
| Kaa-chan No. 1 (母ちゃんNo.1?)                                      | #27, 1976    | #12, 1977     | Fujio Akatsuka                    |
| Doggu World (ドッグワールド?)                                       | #35, 1976    | #18, 1977     | Shōtarō Ishinomori                |
| Survival (サバイバル?)                                              | #38, 1976    | #52, 1980     | Takao Saito                       |
| Boku Chan Sensei (ぼくちゃん先生?)                                  | #42, 1976    | #52, 1976     | Kimio Yanigasawa                  |
| Ginrin Tama (銀輪魂?)                                               | #03-04, 1977 | #14, 1977     | Ryo Sakonji, Sho Fumimura         |
| Tsukiya (突き屋?)                                                   | #05-06, 1977 | #32, 1977     | Hosei Hasegawa, Tetsu Kariya      |
| Akai Pegasus (赤いペガサス?)                                        | #13, 1977    | #38, 1979     | Motoka Murakami                   |
| Gyag Ariki (ギャグありき?)                                          | #16, 1977    | #41, 1977     | Fujio Akatsuka                    |
| Katsumi (かつみ?)                                                   | #18, 1977    | #36, 1977     | Takao Yaguchi                     |
| Oyako Deka (おやこ刑事?)                                            | #21, 1977    | #12, 1981     | Yasuichi Oshima, Norio Hayashi    |
| Seishun no Kawa (青春の河?)                                         | #29, 1977    | #12, 1978     | George Akiyama                    |
| Dekin Boy (できんボーイ?)                                           | #35, 1977    | #16, 1979     | Tamura                            |
| Eiyu Shikkaku (英雄失格?)                                           | #37, 1977    | #40, 1978     | Hiromi Yamasaki, Ikki Kajiwara    |
| Tobetobe Tonbi (とべとべとんび?)                                    | #39, 1977    | #08, 1978     | Hosei Hasegawa                    |
| Yakyu Mushi (野球虫?)                                               | #01, 1978    | #21, 1978     | Hideo Hijiri                      |
| Hit and Run (ヒット・エンド・ラン?)                                 | #09, 1978    | #34, 1980     | Hideo Aya                         |
| Ryokudo-kun (力童くん?)                                             | #14, 1978    | #20, 1979     | Yoshimoto Baron                   |
| Space Opera Chugaku (スペオペ宙学?)                                 | #37, 1978    | #21, 1979     | Gō Nagai                          |
| Lamù (うる星やつら?, Urusei Yatsura)                                | #39, 1978    | #08, 1987     | Rumiko Takahashi                  |
| Seishun Dobutsuen Zoo (青春動物園ズウ?)                             | #46, 1978    | #43, 1981     | Hiromi Yamasaki, Kazuo Koike      |
| Futari no Shogun (二人のショーグン?)                                | #01, 1979    | #06, 1979     | Osamu Tezuka                      |
| Bangai Koshien (番外甲子園?)                                        | #03-04, 1979 | #05, 1982     | Mamoru Uchiyama, Jūzo Yamasaki    |
| Cyborg 009 (サイボーグ009?)                                         | #13, 1979    | #11, 1981     | Shōtarō Ishinomori                |
| Hotto Keddogu (ほっとけどっぐ?)                                     | #15, 1979    | #26, 1979     | Masaru Makino                     |
| Abare Taikai (あばれ大海?)                                          | #22, 1979    | #42, 1979     | Noboru Rokuda                     |
| Akkan Man (あっかんマン?)                                           | #26, 1979    | #07, 1980     | Shin Tamura                       |
| Goronbomatsu (ごろんぼ松?)                                          | #30, 1979    | #52, 1979     | Jirou Gyū, Keisuke Kyuju          |
| Wanten Tantei (ワンテン探偵局?)                                     | #31, 1979    | #42, 1979     | Masaru Makino                     |
| Basubon Tokkyu (バスボン特急?)                                      | #39, 1979    | #48, 1979     | Pikaichi Soratobi                 |
| Funsen Yodels (奮戦ヨーデルス?)                                     | #42, 1979    | #52, 1979     | Chisatoru Snow                    |
| Doro Fighter (ドロファイター?)                                      | #47, 1979    | #08, 1981     | Motoka Murakami                   |
| Dash Kappei (ダッシュ勝平?)                                         | #48, 1979    | #48, 1982     | Noboru Rokuda                     |

## Anni ottanta
| Titolo                                                         | Prima uscita | Ultima uscita | Mangaka                                 |
| -------------------------------------------------------------- | ------------ | ------------- | --------------------------------------- |
| Haruyo Koi (春よ恋?)                                           | 1980         | 1980          | Hidenori Hara                           |
| Uridase! Panpusu (売り出せ!パンプス?)                          | #01, 1980    | #09, 1980     | Chisatoru Snow                          |
| Hockey Wolf (ホッケーウルフ?)                                  | #02, 1980    | #19, 1980     | Tatsuoki Kobayashi, Yo Takeyama         |
| Otoko Oozora (男大空?)                                         | #03-04, 1980 | #44, 1982     | Ryōichi Ikegami, Tetsu Kariya           |
| Seishun Knuckle 4 (青春ナックル4?)                             | #05-06, 1980 | #22, 1980     | Haru Hosokawa                           |
| Sasuga no Sarutobi (さすがの猿飛?)                             | #08, 1980    | #04, 1984     | Fujihiko Hosono                         |
| I Love Ayume (I LOVE あやめ?)                                  | #17, 1980    | #26, 1980     | Tsuhiro Kasugami                        |
| Pro Wrestling Superstar Retsuden (プロレススーパースター列伝?) | #23, 1980    | #26, 1983     | Kunichika Harada, Ikki Kajiwara         |
| Katte ni Yorimichi (かってに頼道?)                             | #31, 1980    | #52, 1980     | Mitsuo Hashimoto                        |
| Super Rider (スーパーライダー?)                                | #41, 1980    | #27, 1982     | Osamu Ishiwata                          |
| Tadaima Jugyouchuu! (ただいま授業中!?)                         | #44, 1980    | #08, 1983     | Tsuguo Okazaki                          |
| Sayonara Sankaku (さよなら三角?)                               | #04-05, 1981 | #18, 1984     | Hidenori Hara                           |
| Neri Wasabi Kyoso Kyoku (ネリわさび狂騒曲?)                    | #09, 1981    | #16, 1981     | Kazuya Kimita                           |
| Dokkiri Doctor (どっきりドクター?)                             | #14, 1981    | #07, 1982     | Fujihiko Hosono                         |
| Musashi no Ken (六三四の剣?)                                   | #17, 1981    | #41, 1985     | Motoka Murakami                         |
| Tokukyu GO! (特救GO!?)                                         | #18, 1981    | #18, 1982     | Takao Saito                             |
| Hashire! Haruma (はしれ!春馬?)                                 | #20, 1981    | #29, 1981     | Mitsuo Hashimoto                        |
| Ten Made Agare (天まであがれ?)                                 | #31, 1981    | #20, 1982     | Tatsuo Kanai, Sho Fumimura              |
| Yuta Yunaika (勇太やないか?)                                   | #34, 1981    | #21, 1982     | Yasuichi Oshima                         |
| Touch (タッチ?)                                                | #36, 1981    | #50, 1986     | Mitsuru Adachi                          |
| Futari Daka (ふたり鷹?)                                        | #44, 1981    | #32, 1985     | Kaoru Shintani                          |
| Damekko Yuki-chan (ダメっ子ユキちゃん?)                        | #46, 1981    | #52, 1983     | Shinmaru Sato                           |
| Pinto Pittashi! (ピントぴったし!?)                             | #03-04, 1982 | #37, 1983     | Masayoshi Ishida                        |
| Ore wa Namazumono. (おれはナマズ者?)                           | #06, 1982    | #21, 1984     | Mitsuo Hashimoto, Jūzo Yamasaki         |
| Gu-Gu Ganmo (Gu-Guガンモ?)                                     | #19, 1982    | #16, 1985     | Fujihiko Hosono                         |
| Nanka Ayakai!? (なんか妖かい!??)                               | #21, 1982    | #21, 1984     | Kei Satomi, Hajime Kimura               |
| Hashire Kakeru (はしれ走?)                                     | #22, 1982    | #27, 1984     | Takeshi Miya                            |
| Torai Torai (トライ・トライ?)                                  | #28, 1982    | #47, 1982     | Mamoru Uchiyama, Ryūji Mizutani         |
| Hi no Tama Boy (火の玉ボーイ?)                                 | #32, 1982    | #15, 1985     | Osamu Ishiwata                          |
| Love Z (ラブZ?)                                                | #46, 1982    | #33, 1984     | Hiromi Yamasaki, Kazuo Koike            |
| Kochantorei (こちゃんと礼?)                                    | #48, 1982    | #15, 1983     | Tomomi Ogata, Jirou Gyū                 |
| Dart Tokyu (ダート特急?)                                       | #49, 1982    | #01-02, 1983  | Yoshiaki Abiru                          |
| Sono Na mo Agaro (その名もあがろう?)                           | #03-04, 1983 | #33, 1983     | Noboru Rokuda                           |
| Seiunji (星雲児?)                                              | #05, 1983    | #11, 1984     | Ryōichi Ikegami                         |
| Harumi 120% (春美120%?)                                        | #15, 1983    | #23, 1984     | Tsuguo Okazaki                          |
| Sono Ki ni Natte Mo (その気になっても?)                        | #16, 1983    | #47, 1983     | Akihiko Tanimura                        |
| Green Grass (グリングラス?)                                    | #21, 1983    | #10, 1984     | Shōtarō Ishinomori                      |
| Hono no Tenkosei (炎の転校生?)                                 | #31, 1983    | #48, 1985     | Kazuhiko Shimamoto                      |
| Yoki no Kamome (陽気なカモメ?)                                 | #38, 1983    | #31, 1985     | Noboru Rokuda                           |
| Blizzard Princess (ブリザート・プリンセス?)                    | #01-02, 1984 | #19, 1984     | Kazuyoshi Suzumiya                      |
| No. 1 Linna (No.1リンナ?)                                      | #11, 1984    | #30, 1984     | Masayoshi Ishida                        |
| Fighting Sweeper (ふぁいてぃんぐSWEEPER?)                      | #12, 1984    | #30, 1984     | Kenji Nakatsu                           |
| Megunchi Monogatari (メグんち物語?)                            | #18, 1984    | #42, 1984     | Yuichi Ogata                            |
| ZINGY (ZINGY?)                                                 | #22, 1984    | #51, 1984     | Atsushi Kamijo, Tetsu Kariya            |
| Ao Kobushi Okami (青拳狼?)                                     | #24, 1984    | #01, 1985     | Ryōichi Ikegami, Hajime Kimura          |
| Pro Wrestling Taishofu (プロレス大勝負?)                       | #28, 1984    | #37, 1984     | Kunichika Harada                        |
| Shirobe (シロベ?)                                              | #29, 1984    | #48, 1984     | Takao Yaguchi                           |
| Just Meet (ジャストミート?)                                    | #30, 1984    | #49, 1987     | Hidenori Hara                           |
| Datsusen Gennen (奪戦元年?)                                    | #31, 1984    | #10, 1985     | Kei Satomi, Taku Hiura                  |
| Eichi Man (エイチマン?)                                        | #34, 1984    | #36, 1984     | Koichiro Yasunaga                       |
| Ragnarok Guy (ラグナロック・ガイ?)                             | #34, 1984    | #52, 1985     | Tsuguo Okazaki                          |
| Sprinter (スプリンター?)                                       | #46, 1984    | #17, 1987     | Yu Koyama                               |
| Harukana Bishi (はるかなビシ?)                                 | #49, 1984    | #25, 1985     | Takeshi Miya                            |
| Suteki ni Yabanjin (ステキに野蛮人?)                           | #03-04, 1985 | #23, 1985     | Kazuyoshi Suzumiya                      |
| Hound Eleven (ハウンドイレブン?)                               | #05-06, 1985 | #13, 1985     | Kenji Okamura                           |
| Mai la ragazza psichica (舞?, Mai)                             | #14, 1985    | #16, 1986     | Ryōichi Ikegami, Kazuya Kudo            |
| Night Bird (ないとバード?)                                     | #15, 1985    | #30, 1986     | Kei Satomi                              |
| To-y (TO-Y?)                                                   | #16, 1985    | #15, 1987     | Atsushi Kamijo                          |
| Chotto Yoroshiku (ちょっとヨロシク!?)                          | #17, 1985    | #20, 1987     | Satoshi Yoshida                         |
| B.B. (B・B?)                                                   | #24, 1985    | #09, 1991     | Osamu Ishiwata                          |
| Aosora Floppy (青空ふろっぴぃ?)                                | #33, 1985    | #40, 1986     | Fujihiko Hosono                         |
| Kyūkyoku chōjin R (究極超人あ〜る?)                            | #34, 1985    | #32, 1987     | Masami Yūki                             |
| Tenchi Muyo/This Side Up (天地無用?)                           | #35, 1985    | #23, 1986     | Kenji Okamura, Jūzo Yamasaki            |
| Rikugun Nakano Yobiko (陸軍中野予備校?)                        | #42, 1985    | #52, 1986     | Koichiro Yasunaga                       |
| Balancer (バランサー?)                                         | #43, 1985    | #21, 1986     | Kaoru Shintani                          |
| Kaze wo Nuke! (風を抜け!?)                                     | #04-05, 1986 | #29, 1988     | Motoka Murakami                         |
| Moeru V (燃えるV?)                                             | #06, 1986    | #52, 1986     | Kazuhiko Shimamoto                      |
| Doki Doki Heartbeat (どきどきハートビート?)                    | #22, 1986    | #20, 1987     | Tsuguo Okazaki                          |
| Panic Hoteishiki (パニック方程式?)                             | #23, 1986    | #09, 1987     | Tetsuhiro Koshita                       |
| Ryu (リュウ?)                                                  | #39, 1986    | #01, 1988     | Akira Oze, Masao Yajima                 |
| Tosho Boy (闘翔ボーイ?)                                        | #45, 1986    | #27, 1988     | Ryōji Ryūzaki                           |
| Happi Chokuzen (はっぴい直前?)                                 | #51, 1986    | #07, 1988     | Aki Katsu                               |
| I'm Namu (I'mナム?)                                            | #01, 1987    | #31, 1987     | Fujihiko Hosono                         |
| Smile for Mii (スマイルfor美衣?)                               | #04-05, 1987 | #15, 1989     | Kei Satomi                              |
| GOAL (GOAL?)                                                   | #08, 1987    | #25, 1987     | Kenji Okamura                           |
| Bucchigiri (ぶっちぎり?)                                       | #09, 1987    | #30, 1987     | Yū Nakahara                             |
| Rough (ラフ?)                                                  | #17, 1987    | #40, 1989     | Mitsuru Adachi                          |
| Totsugeki Wolf (とつげきウルフ?)                               | #18, 1987    | #41, 1987     | Kazuhiko Shimamoto                      |
| Aozora Shot (青空しょって?)                                    | #24, 1987    | #51, 1991     | Hideki Mori                             |
| Kotton Tetsumaru (こっとん鉄丸?)                               | #24, 1987    | #14, 1988     | Tetsuo Aoki                             |
| Kaito Kid (まじっく快斗?, Majikku Kaito)                       | #26, 1987    | in corso      | Gōshō Aoyama                            |
| Joshi Chugakusei Note (女子中学生ノート?)                      | #29, 1987    | #51, 1987     | Hideki Terashima                        |
| Bokura wa v3 (ぼくらは√3?)                                     | #32, 1987    | #39, 1987     | Satoru Matsumura                        |
| Koshien ga Suki! (甲子園が好き!?)                              | #33, 1987    | #38, 1987     |                                         |
| Kuruman BOY (くるまんBOY?)                                     | #35, 1987    | #52, 1987     | Katowa                                  |
| Suiyo Bokenasu Shiteseki (水曜ぼけなす指定席?)                 | #36, 1987    | #50, 1987     | Masahiko Kikuni                         |
| Ranma ½ (らんま1/2?)                                           | #36, 1987    | #12, 1996     | Rumiko Takahashi                        |
| Sports Tenko Mari (スポーツてんこ盛り?)                        | #40, 1987    | #52, 1989     | Eiyu Aoyama                             |
| Kamen Rider Black (仮面ライダーBlack?)                         | #41, 1987    | #50, 1988     | Shōtarō Ishinomori                      |
| Chichi Monogatari Ono (父物語 斧?)                             | #42, 1987    | #21, 1988     | Kei Honjo, Kazuyoshi Inaba, Noasobi Awa |
| Ayame ni Oteage! (あやめにお手上げ!?)                          | #50, 1987    | #02-03, 1988  | Shimpei Itoh                            |
| Kogen Mura he Yokoso (高原村へようこそ?)                       | #51, 1987    | #19, 1988     | Mio Murao                               |
| Dokachin Kid (どかちんきっど?)                                 | #01, 1988    | #31, 1988     | Shigeru Koshiba                         |
| Kenji (拳児?)                                                  | #02-03, 1988 | #05, 1992     | Yoshihide Fujiwara, Ryuchi Matsuda      |
| My Pace Futaro (マイペース風太郎?)                             | #04-05, 1988 | #43, 1988     | Hidenori Hara                           |
| Due come noi (今日から俺は!!?, Kyo Kara Ore Wa!!)              | #09, 1988    | #47, 1997     | Hiroyuki Nishimori                      |
| Bear Mader Ryusuke (ベアマーダー流介?)                         | #15, 1988    | #07, 1989     | Kenji Okamura, Chiaki Hashiba           |
| Patlabor (機動警察パトレイバー?, Mobile Police Patlabor)       | #17, 1988    | #23, 1994     | Masami Yūki                             |
| Ucchare Goshogawara (うっちゃれ五所瓦?)                        | #19, 1988    | #29, 1991     | Tsuyoshi Nakaima                        |
| Hikari Ikanga Gakuen (聖イカンガー学園?)                       | #20, 1988    | #46, 1988     | Tomoaki Ogawa, Iwasaki Ikanga           |
| Wind Up!! (ワインドアップ!!?)                                  | #20, 1988    | #29, 1989     | Yasuhiro Koizumi                        |
| Bimi Paradise (美味 (みみ パラダイス?)                         | #27, 1988    | #14, 1989     | Kazuhiro Honma, Yuri Yumeno             |
| Matador (マタドール?)                                          | #32, 1988    | #53, 1988     | Soichi Moto, Naotaka Taki               |
| Bakkure Ippei (ばっくれ一平!?)                                 | #34, 1988    | #07, 1990     | Ryōji Ryūzaki                           |
| Makoto-chan (まことちゃん?)                                    | #37, 1988    | #32, 1989     | Kazuo Umezu                             |
| Tearful Soldier (望郷戦士 (ティアフルソルジャー)?)             | #38, 1988    | #51, 1989     | Taku Kitazaki                           |
| Yaiba (YAIBA?)                                                 | #39, 1988    | #50, 1993     | Gōshō Aoyama                            |
| Akai Pegasus II Sho (赤いペガサスII 翔?)                       | #46, 1988    | #42, 1989     | Kiyokazu Chiba, Motoka Murakami         |
| Obi wo gyutto ne! (帯をギュッとね!?)                           | #01-02, 1989 | #52, 1995     | Katsutoshi Kawai                        |
| Heavy (ヘヴィ?)                                                | #03-04, 1989 | #31, 1990     | Motoka Murakami                         |
| Free Kick! (フリーキック!?)                                    | #07, 1989    | #39, 1990     | Hidenori Hara                           |
| Spriggan (スプリガン?)                                         | #10, 1989    | #51, 1989     | Ryoji Minagawa, Hiroshi Takashige       |
| Dr. Shiina no Kyoikuteki Shido!! (Dr.椎名の教育的指導!!?)      | #14, 1989    | #34, 1989     | Takashi Shiina                          |
| MAD STONE (MAD STONE?)                                         | #15, 1989    | #33, 1989     | Hidehisa Masaki                         |
| Tuck In (タックイン?)                                          | #16, 1989    | #33, 1989     | Masahiro Suzuki, Tomohiko Tanikawa      |
| Dinosaur Carnival (恐竜カーニバル?)                            | #17, 1989    | #30, 1992     | Etsuko Ueda                             |
| Kenta Yarimasu! (健太やります!?)                               | #30, 1989    | #24, 1994     | Takuya Mitsuda                          |
| Shonen (少年?)                                                 | #32, 1989    | #39, 1989     | Yu Koyama, Masao Yajima                 |
| Ninkimono de Iko (人気者でいこう?)                             | #35, 1989    | #32, 1990     | Yū Nakahara                             |
| Terrible Shonen-dan (てりぶる少年団?)                          | #36, 1989    | #47, 1989     | Tori·Miki                               |
| Hoshikuzu Paradise (星くずパラダイス?)                         | #37, 1989    | #43, 1991     | Aki Katsu                               |
| DaDa! (DADA!?)                                                 | #44, 1989    | #38, 1991     | Satoshi Yoshida                         |
| Geo-Police Joe (ジオポリスジョー?)                             | #48, 1989    | #19, 1990     | Kei Satomi                              |
| Mash (マッシュ?)                                               | #50, 1989    | #38, 1990     | Takatoshi Yamada                        |
| Otokichi-kun no Piano Monogatari (音吉くんのピアノ物語?)       | #52, 1989    | #09, 1992     | Reiko Hayashi                           |

## Anni novanta
| Titolo                                                                                             | Prima uscita | Ultima uscita | Mangaka                               |
| -------------------------------------------------------------------------------------------------- | ------------ | ------------- | ------------------------------------- |
| Niji Iro Tōgarashi (虹色とうがらし?)                                                               | #04-05, 1990 | #19, 1992     | Mitsuru Adachi                        |
| Ushio e Tora (うしおととら?)                                                                       | #06, 1990    | #45, 1996     | Kazuhiro Fujita                       |
| Amaku Kiken na Nampa Deka (甘く危険なナンパ刑事?)                                                  | #12, 1990    | #37, 1990     | Hiroyuki Nishimori                    |
| Welcome (ウエルカム?)                                                                              | #16, 1990    | #25, 1990     | Migio Yanagisawa                      |
| Unoken no Bakuhatsu Ugyaa!! (ウノケンの爆発ウギャー!!?)                                            | #17, 1990    | #40, 1991     | Kenichi Unose                         |
| Tatoeba Konna Love Song (たとえばこんなラヴ・ソング?)                                              | #28, 1990    | #50, 1990     | Taku Kitazaki                         |
| Tough (TOUGH?)                                                                                     | #33, 1990    | #31, 1991     | Yū Nakahara                           |
| Baron (バロン?)                                                                                    | #36, 1990    | #07, 1993     | Noboru Rokuda                         |
| Chiku Chiku Uni Uni (ちくちくウニウニ?)                                                            | #38, 1990    | 1992          | Sensha Yoshida                        |
| Heavy Metal Koshien (HEAVY METAL甲子園?)                                                           | #46, 1990    | #34, 1991     | Nonki Miyasu                          |
| Twinkle Twinkle Idol Star (♂ティンクル2♀アイドル☆スター?)                                          | #02-03, 1991 | 16, 1993      | Hikaru Tohyama                        |
| PATI-PATI (PATI-PATI?)                                                                             | #04-05, 1991 | #15, 1991     | Yume Matsumura                        |
| Very Good Manten!! (very good満天!!?)                                                              | #14, 1991    | #40, 1991     | Atsuo Kuwasawa                        |
| Go!! Southern Ice Hockey Club (行け!!南国アイスホッケー部?)                                        | #15, 1991    | #34, 1996     | Koji Kumeta                           |
| Oritsuin Kunomaru no Shogai (王立院雲丸の生涯?)                                                    | #28, 1991    | #12, 1992     | Ryōichi Ikegami, Ōji Hiroi            |
| Mikami Agenzia Acchiappafantasmi (GS美神 極楽大作戦!!?, Gōsuto Suīpā Mikami Gokuraku Taisakusen!!) | #30, 1991    | #41, 1999     | Takashi Shiina                        |
| Sengoku Koshien ~Kyuinushi Densetsu~ (戦国甲子園〜九犬士伝説〜?)                                   | #33, 1991    | #27, 1992     | Koji Kiriyama                         |
| Makasete Eruna (まかせてエルナ?)                                                                   | #35-36, 1991 | #44, 1991     | Kaoru Yamada                          |
| Lucky Guy (ラッキーボーイ?)                                                                        | #41, 1991    | #47, 1991     | Yokoshima Shunpu                      |
| Fullmetal Boxer (フルメタルボクサー?)                                                              | #44, 1991    | #01-02, 1992  | Tatsuyoshi Kobayashi, Hiroshi Oda     |
| Hono no Ninjaman (炎のニンジャマン?)                                                               | #51, 1991    | #42, 1992     | Kazuhiko Shimamoto                    |
| Chouryuu Senki Sauros Knight (超龍戦記ザウロスナイト?)                                             | #01-02, 1992 | #10, 1993     | Aki Katsu                             |
| Oretachi no Field (俺たちのフィールド?)                                                            | #03-04, 1992 | #45, 1998     | Muraeda                               |
| Kakutou Oumonogo Byun Boy (格闘王物語 ビュンBOY?)                                                  | #07, 1992    | #39, 1992     | Keisuke Niwa, Yasushi Hironaka        |
| Tokon Shojo (闘魂少女(バトルガール)?)                                                              | #08, 1992    | #34, 1992     | Fumihiro Hayashizaki                  |
| Ojisan Boy!! Shogaku Chugakusei (おじさんBOY!!小学中学生?)                                         | #11, 1992    | #41, 1992     | Seiji Watanabe                        |
| Kotei Senshi Hankyu (皇帝戦士 斑鳩?)                                                               | #16, 1992    | #28, 1992     | Ami Saito, Masaru Miyazuki            |
| Hiten Boso Densho MAOH (飛天暴走伝承MAOH?)                                                         | #17, 1992    | #52, 1993     | Etsuya Amajishi, Sasuke Oigshima      |
| Fu·ta·ri (ふ・た・り?)                                                                             | #18, 1992    | #43, 1993     | Taku Kitazaki                         |
| Tokio (トキオ?)                                                                                    | #19, 1992    | #32, 1993     | Yū Nakahara                           |
| Geki Saru Theater (激猿シアター?)                                                                  | #28, 1992    | 1992          | Shigenobu Kaminishizono               |
| H2 (H2?)                                                                                           | #32, 1992    | #50, 1999     | Mitsuru Adachi                        |
| Jodan Jyanai yo! (ジョーダンじゃないよ!?)                                                          | #35-36, 1992 | #47, 1994     | Muneo Saito                           |
| Jesus (ジーザス?)                                                                                  | #42, 1992    | #20, 1995     | Yoshihide Fujiwara, Kyoichi Nanatsuki |
| Ossu! Shorenji (オッス!少林寺?)                                                                    | #43, 1992    | #17, 1994     | Hiroyuki Kikuta                       |
| Geki Tori Theater (激鳥シアター?)                                                                  | #01-02, 1993 | #52, 1993     | Shigenobu Kaminishizono               |
| Gakuen Teikoku Ore wa Jubei! (学園帝国 俺はジュウベイ!?)                                           | #03-04, 1993 | #46, 1993     | Masahiko Nakahira, Ōji Hiroi          |
| Itadakimasu! (いただきます!?)                                                                      | #08, 1993    | #19, 1996     | Takatoshi Yamada                      |
| Osaruna Masaru-kun (おさるなまさるくん?)                                                           | #13, 1993    | #48, 1994     | Kiyoshi Hasegawa                      |
| B•F Fish Boys (B・Fフィッシュボーイズ?)                                                            | #21-22, 1993 | #10, 1994     | Kengo Kimura                          |
| LOVe (LOVe?)                                                                                       | #46, 1993    | #10, 1999     | Osamu Ishiwata                        |
| Uwasa no Otokomae (噂の男前?)                                                                      | #52, 1993    | #35, 1996     | Satoshi Yoshida                       |
| Shout! (SHOUT!?)                                                                                   | 1994         | 1995          | Yozo Shimizu                          |
| Geki Inu Theater (激犬シアター?)                                                                   | #01-02, 1994 | #28, 1994     | Shigenobu Kaminishizono               |
| Drum Knuckle -Final Fight- (DRAM拳-ファイナルファイト-?)                                           | #03-04, 1994 | #42, 1994     | Shinobu Inokuma, Toshiki Inoue        |
| Detective Conan (名探偵コナン?, Meitantei Konan)                                                   | #05, 1994    | in corso      | Gōshō Aoyama                          |
| Mugen Zero (無限・ゼロ?)                                                                           | #10, 1994    | #16, 1994     | Eiji Kawakubo                         |
| Masurao Hiongiseiki (ますらお〜秘本義経記〜?)                                                      | #14, 1994    | #03-04, 1996  | Taku Kitazaki                         |
| R·PRINCESS (R (ロケット）・PRINCESS?)                                                              | #23, 1994    | #01, 1995     | Nobuyuki Anzai                        |
| Ganba! Fly High (ガンバ!Fly high?)                                                                 | #25, 1994    | #45, 2000     | Hiroyuki Kikuta, Shinji Morisue       |
| MAJOR (MAJOR?)                                                                                     | #33, 1994    | #32, 2010     | Takuya Mitsuda                        |
| Jaja Uma Grooming Up! (じゃじゃ馬グルーミン★UP!?)                                                  | #44, 1994    | #42, 2000     | Masami Yūki                           |
| Tokyo Bancho (東京番長?)                                                                           | #02-03, 1995 | #19, 1997     | Keisuke Suzuki                        |
| Tokimeki High School Keiji Sakura ni Omaskase (ときめきハイスクール刑事 サクラにおまかせ♥?)        | #04, 1995    | #13, 1995     | Shigenobu Kaminishizono               |
| Sabaku no Yakyubu (砂漠の野球部?)                                                                  | #05-06, 1995 | #14, 1997     | Joukura Koji                          |
| Go-Go Ecchan no Caster Mairuzo! (ゴーゴーえっちゃんのキャスター参るゾ!?)                           | #13, 1995    | #49, 1995     | Takashi Hashiguchi                    |
| DAN DOH!! (DAN DOH!!?)                                                                             | #15, 1995    | #30, 2000     | Daichi Banjou, Nobuhiro Sakata        |
| Flame of Recca (烈火の炎?, Rekka no Honō)                                                          | #16, 1995    | #09, 2002     | Nobuyuki Anzai                        |
| Enya KODOMO Ninpocho (エンヤ KODOMO忍法帖?)                                                        | #21-22, 1995 | #20, 1998     | Hiromi Morishita                      |
| Dolphin Brain (ドルフィン・ブレイン?)                                                              | #35, 1995    | #50, 1995     | Reiji Yamada                          |
| Firefighter! Daigo of Fire Company M (め組の大吾?)                                                 | #38, 1995    | #27, 1999     | Masahito Soda                         |
| Aho Aho Gakuen (アホアホ学園?)                                                                     | 1996         | sconosciuto   | Aoba Hisayoshi                        |
| Warp Boy (ワープボーイ?)                                                                           | #01, 1996    | #36-37, 1996  | Tokihiko Matsūra, Kazuhiko Arao       |
| Accidents (アクシデンツ -事故調クジラの事件簿-?)                                                   | #05-06, 1996 | #41, 1998     | Takatoshi Yamada                      |
| Shinsei Motemote Oukoku (神聖モテモテ王国?)                                                        | #15, 1996    | #09, 2000     | Ken Nagai                             |
| Nagisa Me Kounin (なぎさMe公認?)                                                                   | #16, 1996    | #34, 1999     | Taku Kitazaki                         |
| Hikenden Kira (秘拳伝キラ?)                                                                        | #20, 1996    | #05-06, 1997  | Yuki Miyoshi, Takeru Aose             |
| Monkey Turn (モンキーターン?)                                                                      | #36-37, 1996 | #03, 2005     | Katsutoshi Kawai                      |
| Taiyo no Senshi Boka Boka (太陽の戦士ポカポカ?)                                                    | #36, 1996    | #39, 1997     | Koji Kumeta                           |
| Inuyasha (犬夜叉?)                                                                                 | #50, 1996    | #29, 2008     | Rumiko Takahashi                      |
| Gain (ゲイン?)                                                                                     | #01, 1997    | #35, 1998     | Tsuyoshi Nakaima                      |
| Mo Sungoi!! (もぅスンゴイ!!?)                                                                      | #04, 1997    | #48, 1997     | Hirotatsu Minami                      |
| Fancy Zatsuwazadan (ファンシー雑技団?)                                                             | #04, 1997    | #08, 1999     |                                       |
| Tuxedo Gin (タキシード銀?, Gin Takashiido)                                                         | #15, 1997    | #07, 2000     | Tokihiko Matsūra                      |
| ARMS (ARMS?)                                                                                       | #16, 1997    | #20, 2002     | Ryoji Minagawa, Kyoichi Nanatsuki     |
| Karakuri Circus (からくりサーカス?)                                                                | #32, 1997    | #26, 2002     | Kazuhiro Fujita                       |
| Devil & Devil (デビデビ?)                                                                          | #41, 1997    | #40, 2000     | Yuki Miyoshi                          |
| The Wind of Fight (風の伝承者?)                                                                    | #14, 1998    | #11, 2000     | Satoshi Yamamoto, Kazuto Wakakuwa     |
| Katte ni Kaizō (かってに改蔵?)                                                                     | #21-22, 1998 | #34, 2004     | Koji Kumeta                           |
| Spin Out (スピンナウト?)                                                                           | #35, 1998    | #24, 1999     | Hiroyuki Nishimori, Santa Harukaze    |
| Salad Days (SALAD DAYS?)                                                                           | #48, 1998    | #48, 2001     | Shinobu Inokuma                       |
| Tokyo Keiji (東京刑事?)                                                                            | #05-06, 1999 | #22-23, 1999  | Keisuke Suzuki                        |
| Ayumu no Koma (歩武の駒?)                                                                          | #14, 1999    | #16, 2000     | Kazuhiro Murakawa                     |
| Men Soul!!! (漢魂!!!(メンソウル)?)                                                                 | #16, 1999    | #04-05, 2001  | Hirotatsu Minami                      |
| Dainamu Itou! (ダイナマ伊藤!?)                                                                     | #17, 1999    | #47, 2002     | Pero Sugimoto                         |
| Kamoshika! (かもしか！?)                                                                           | #22-23, 1999 | #35, 2000     | Kenichi Muraeda                       |
| Passport Blue (パスポート・ブルー?)                                                                | #24, 1999    | #38, 2001     | Osamu Ishiwata                        |
| Cheeky Angel (天使な小生意気?, Tenshi na konamaiki)                                                | #25, 1999    | #36-37, 2003  | Hiroyuki Nishimori                    |
| Fantasista (ファンタジスタ?)                                                                       | #35, 1999    | #14, 2004     | Michiteru Kusaba                      |

## Anni 2000
| Titolo                                                                   | Prima uscita | Ultima uscita | Mangaka                                 |
| ------------------------------------------------------------------------ | ------------ | ------------- | --------------------------------------- |
| Marvelous (マーベラス?)                                                  | #01, 2000    | #47, 2000     | Yūji Takemura                           |
| Libero Revolution (リベロ革命!!?)                                        | #04-05, 2000 | #18, 2002     | Motoyuki Tanaka                         |
| Mister Japan (MISTERジパング?)                                           | #14, 2000    | #46, 2001     | Takashi Shiina                          |
| Brave Saru s (ブレイブ猿s?)                                              | #17, 2000    | #36, 2000     | Tokihiko Matsūra                        |
| Itsumo Misora (いつも美空?)                                              | #22-23, 2000 | #24, 2001     | Mitsuru Adachi                          |
| Dobutsu no Kame-chan (動物のカメちゃん?)                                 | #31, 2000    | #52, 2002     | Kenji Sosai                             |
| Dan Doh!! Xi (DAN DOH!! Xi?)                                             | #32, 2000    | #19, 2003     | Daichi Banjou, Nobuhiro Sakata          |
| Togari - La spada della giustizia (トガリ?, Togari)                      | #36, 2000    | #11, 2002     | Yoshinori Natsume                       |
| Omunehari (大棟梁?)                                                      | #37-38, 2000 | #04-05, 2001  | Shinji Saijyo                           |
| Takeru Michi (タケル道?)                                                 | #39, 2000    | #16, 2001     | Naoya Ogawa, Yaeko Yamato               |
| Heisei Tokimeki Rikishi Punyarin (平成ときめき力士 プニャリン?)          | #44, 2000    | #36-37, 2001  | Joukura Koji                            |
| Bullet (ブリット?)                                                       | #01, 2001    | #19, 2001     | Yuki Miyoshi                            |
| Night Lovers (ナイトラヴァーズ?)                                         | #04-05, 2001 | #33, 2001     | Yozo Shimizu, Kentaro Fumizuki          |
| Zatch Bell! (金色のガッシュ!!?, Konjiki no Gash Bell!!)                  | #06, 2001    | #04-05, 2008  | Makoto Raiku                            |
| Rising Sun (ライジング・サン?)                                           | #17, 2001    | #46, 2001     | Tokihiko Matsūra, Buronson              |
| HORIZON (HORIZON?)                                                       | #20, 2001    | #33, 2002     | Hiroyuki Kikuta                         |
| Pangea no Musume Kunie (パンゲアの娘 KUNIE?)                             | #21-22, 2001 | #30, 2002     | Masami Yūki                             |
| Iruka!! (いるか!!?)                                                      | #25, 2001    | #30, 2001     | Takashi Tanabe                          |
| La legge di Ueki (うえきの法則?, Ueki no Hōsoku)                         | #34, 2001    | #46, 2004     | Tsubasa Fukuchi                         |
| Do! Rill!! (どりる?)                                                     | #35, 2001    | #30, 2002     | Yugo Ishikawa                           |
| Katsu! (KATSU!?)                                                         | #36-37, 2001 | #12, 2005     | Mitsuru Adachi                          |
| Senpuu no Tachibana (旋風の橘?)                                          | #02-03, 2002 | #01, 2003     | Shinobu Inokuma                         |
| Yakitate!! Japan (焼きたて!!ジャぱん?)                                   | #04-05, 2002 | #06, 2007     | Takashi Hashiguchi                      |
| 365 no Yuki (365歩のユウキ?)                                             | #06, 2002    | #43, 2002     | Shinji Saijyo                           |
| Kenichi (史上最強の弟子ケンイチ?, Shijō Saikyō no Deshi Kenichi)         | #10, 2002    | #42, 2014     | Syun Matsuena                           |
| Ichiban-yu Kanata (一番湯のカナタ?)                                      | #21-22, 2002 | #02, 2003     | Takashi Shiina                          |
| Otori Bomber (鳳ボンバー?)                                               | #23, 2002    | #21, 2003     | Motoyuki Tanaka                         |
| Idejuu! (いでじゅう!?)                                                   | #33, 2002    | #30, 2005     | Moritaishi                              |
| Fight no Akatsuki (ふぁいとの暁?)                                        | #35, 2002    | #01, 2004     | Takao Aoyagi                            |
| Un frammento di te (きみのカケラ?, Kimi no Kakera)                       | #38, 2002    | 2010          | Shin Takahashi                          |
| Midori Days (美鳥の日々?, Midori no Hibi)                                | #42, 2002    | #34, 2004     | Kazurou Inoue                           |
| D-Live!! (D-LIVE!!?)                                                     | #44, 2002    | #18, 2006     | Ryoji Minagawa                          |
| Wild Life (ワイルドライフ?)                                              | #02, 2003    | #08, 2008     | Masato Fujisaki                         |
| Shonen Thunder (少年サンダー?)                                           | #03, 2003    | #08, 2003     | Yukio Katayama                          |
| MÄR (MÄR -メルヘヴン-?, Meru -Meru Hevun-)                               | #06, 2006    | #31, 2006     | Nobuyuki Anzai                          |
| Ore-sama wa? (俺様は?(なぞ)?)                                            | #07, 2003    | #03, 2005     | Pero Sugimoto                           |
| Denjin 1 Go (電人1号?)                                                   | #12, 2003    | #19, 2003     |                                         |
| Kuromatsu - The Nobelest (黒松・ザ・ノーベレスト?)                       | #20, 2003    | #25, 2003     | Naoki Mizuguchi                         |
| Uttare Daikichi! (売ったれダイキチ!?)                                    | #22-23, 2003 | #08, 2004     | Yūji Takemura, Kazuto Wakakuwa          |
| Robot Boys (ロボットボーイズ?)                                           | #32, 2003    | #10, 2004     | Atsushi Kamikawa, Kyoichi Nanatsuki     |
| Rakugaki Fighter ~Hero of Saint Paint~ (楽ガキFighter?)                  | #34, 2003    | #02, 2004     | Kunihiko Nakai                          |
| Kekkaishi (結界師?)                                                      | #47, 2003    | #19, 2011     | Yellow Tanabe                           |
| Kaikisenban! Juugorou (怪奇千万!十五郎?)                                 | #03, 2004    | #20, 2004     | Eiji Kawakubo                           |
| Codename Babyface (暗号名はBF?)                                          | #07, 2004    | #37, 2004     | Hosana Tanaka                           |
| Kowashiyagamon (こわしや我聞?)                                           | #11, 2004    | #52, 2005     | Shun Fujiki                             |
| Shishunki Keiji Minoru Kobayashi (思春期刑事 ミノル小林?)                | #13, 2004    | #31, 2005     | Naoki Mizuguchi                         |
| Dan Doh!! Next Generation (DAN DOH!! 〜ネクストジェネレーション〜?)      | #17, 2004    | #01, 2005     | Daichi Banjou, Nobuhiro Sakata          |
| Doshiro de Gozaru (道士郎でござる?)                                      | #22-23, 2004 | #05-06, 2006  | Hiroyuki Nishimori                      |
| Kurozakuro (クロザクロ?)                                                 | #35, 2004    | #01, 2006     | Yoshinori Natsume                       |
| Toyuki (東遊記?)                                                         | #38, 2004    | #22-23, 2005  | Yohei Sakai                             |
| Hayate no gotoku! (ハヤテのごとく!?)                                     | #45, 2004    | #20, 2017     | Kenjirō Hata                            |
| Saikyo! Toritsu Aoizaka Koko Yakyubu (最強!都立あおい坂高校野球部?)      | #06, 2005    | #20, 2010     | Motoyuki Tanaka                         |
| Ayakashido Horai (あやかし堂のホウライ?)                                 | #07, 2005    | #13, 2005     | Tatsuya Kaneda, Kazuhiro Fujita         |
| Ani-Funjatta! (兄ふんじゃった!?)                                         | #09, 2005    | #04-05, 2008  | Shin Ogasawara                          |
| Blizzard Axel (ブリザードアクセル?)                                      | #15, 2005    | #27, 2007     | Nakaba Suzuki                           |
| Miagete Goran (見上げてごらん?)                                          | #16, 2005    | #45, 2006     | Michiteru Kusaba                        |
| La legge di Ueki Plus (うえきの法則プラス?, Ueki no Hōsoku +)            | #15, 2005    | #29, 2007     | Tsubasa Fukuchi                         |
| Cross Game (クロスゲーム?)                                               | #22-23, 2005 | #12, 2010     | Mitsuru Adachi                          |
| Neko Navi (ネコなび?)                                                    | #31, 2005    | #36-37, 2007  | Pero Sugimoto                           |
| Ai Kora (あいこら?)                                                      | #32, 2005    | #10, 2008     | Kazurou Inoue                           |
| Zettai karen children (絶対可憐チルドレン?)                              | #33, 2005    | #33, 2021     | Takashi Shiina                          |
| Hijiri Kessho Albatross (聖結晶アルバトロス?)                            | #01, 2006    | #51, 2006     | Tamiki Wagaki                           |
| Chitei Shonen Chappy (地底少年チャッピー?)                               | #02, 2006    | #41, 2006     | Naoki Mizuguchi                         |
| Grandliner (グランドライナー?)                                           | #03-04, 2006 | #11, 2006     | Masanori Yoshida                        |
| Harunokuni (ハルノクニ?)                                                 | #12, 2006    | #50, 2006     | Hiro Nakamichi, Myo Hamanaka            |
| Bakegyamon (妖逆門 (ばけぎゃもん)?)                                      | #13, 2006    | #16, 2007     | Kazuhiro Fujita, Mitsuhisa Tamura       |
| Bushin (武心 BUSHIN?)                                                    | #14, 2006    | #12, 2007     | Daichi Banjou                           |
| Golden★Age (GOLDEN★AGE?)                                                 | #21-22, 2006 | #02-03, 2009  | Kazuyuki Samukawa                       |
| RANGEMAN (RANGEMAN?)                                                     | #27, 2006    | #39, 2007     | Moritaishi                              |
| Darren Shan (ダレン・シャン?)                                            | #36-37, 2006 | #10, 2009     | Takahiro Arai                           |
| MÄR Omega (MÄRΩ (オメガ)?)                                               | #39, 2006    | #28, 2007     | Koichiro Hoshino                        |
| Tasukete! Flower Man (助けて!フラワーマン?)                              | #46, 2006    | #01, 2007     | Omi Kaneyama                            |
| Ifrit: danzai no enjin (イフリート〜断罪の炎人〜?)                       | #02-03, 2007 | #40, 2008     | Masanori Yoshida                        |
| Gamble! (ギャンブルッ!?)                                                 | #04-05, 2007 | #16, 2009     | Mitsuru Kaga                            |
| Marine Hunter (マリンハンター?)                                          | #10, 2007    | #26, 2008     | Shiro Otsuka                            |
| Ocha ni gosu. (お茶にごす。?)                                            | #18, 2007    | #35, 2009     | Hiroyuki Nishimori                      |
| Meteorite Breed (メテオド?)                                              | #19, 2007    | #07, 2008     | Haruka Shii                             |
| Donburako (どんぶらこ?)                                                  | #23, 2007    | sconosciuto   | Bungo Yamashita                         |
| Il principe delle tenebre (魔王 JUVENILE REMIX?)                         | #27, 2007    | #30, 2009     | Megumi Osuka, Kōtarō Isaka              |
| Dive!! (DIVE!!?)                                                         | #28, 2007    | #27, 2008     | Masahiro Ikeno, Eto Mori                |
| Obou Samba (お坊サンバ!!?)                                               | #29, 2007    | #49, 2009     | Kousuke Ijima                           |
| Mari to Koinu no Monogatari (マリと子犬の物語?)                          | #38, 2007    | #45, 2007     | Yu Tamenaga, Shinji Kuwabara, Ikkyo Ono |
| Kunai den (クナイ伝?)                                                    | #46, 2007    | #32, 2008     | Iori Tabasa                             |
| Kongo Bancho (金剛番長?)                                                 | #47, 2007    | #15, 2010     | Nakaba Suzuki                           |
| Saijō no meii (最上の命医?)                                              | #01, 2008    | #13, 2010     | Takashi Hashiguchi, Kenzo Irie          |
| LOST + BRAIN (LOST+BRAIN?)                                               | #02-03, 2008 | #31, 2008     | Akira Ootani                            |
| Hyde & Closer (呪法解禁!! ハイド&クローサー?)                            | #04-05, 2008 | #01, 2009     | Haro Aso                                |
| Moonlight Act - L'editto della Luna (月光条例?, Gekko Jorei)             | #17, 2008    | #19, 2014     | Kazuhiro Fujita                         |
| Onidere (オニデレ?)                                                      | #18, 2008    | #12, 2011     | Yosuke Crystalna                        |
| The World God Only Knows (神のみぞ知るセカイ?, Kami Nomi zo Shiru Sekai) | #19, 2008    | #21, 2014     | Tamiki Wakaki                           |
| Mixim 11 (MIXIM☆11?)                                                     | #21-22, 2008 | #10, 2011     | Nobuyuki Anzai                          |
| Traumeister (トラウマイスタ?)                                            | #29, 2008    | #28, 2009     | Atsushi Nakayama                        |
| Mitsuboshi no Speciality (★★★のスペシャリテ?)                            | #30, 2008    | #30, 2009     | Go Yako                                 |
| Artist Acro (アーティスト アクロ?)                                       | #31, 2008    | #47, 2009     | Ato Sakurai                             |
| King Golf (KING GOLF?)                                                   | #36-37, 2008 | #46, 2011     | Sasaki Takeshi                          |
| Arata Kangatari ~Engaku Kougatari~ (アラタ カンガタリ〜革神語〜?)        | #44, 2008    | #21, 2021     | Yū Watase                               |
| Hajimete no aku (はじめてのあく?)                                        | #06, 2009    | #25, 2012     | Shun Fujiki                             |
| Itsuwari Bito - Utsuho (いつわりびと◆空◆?)                               | #09, 2009    | #11, 2010     | Yuki Inuma                              |
| Yaoyoroo! (やおよろっ!?)                                                 | #11, 2009    | #26, 2009     | Natsumin                                |
| Rinne (境界のRINNE?)                                                     | #21/22, 2009 | #03/04, 2017  | Rumiko Takahashi                        |
| Magi: The Labyrinth of Magic (マギ?)                                     | #27, 2009    | #46, 2017     | Shinobu Ohtaka                          |
| Denno Yuki Club (電脳遊戯クラブ?)                                        | #29, 2009    | #50, 2010     | Shin Ogasawara                          |
| Jio to Ôgon to Kinjirareta Mahô (ジオと黄金と禁じられた魔法?)            | #33, 2009    | #09, 2010     | Ayumi Kirihata                          |
| Tomorrows (Tomorrows?)                                                   | #45, 2009    | #32, 2010     | Shinjin Deguchi                         |
| Tsuuru! (ツール!?)                                                       | #49, 2009    | #46, 2010     | Akira Otani                             |

## Anni 2010
| Titolo | Prima uscita | Ultima uscita | Mangaka                             |
| --- | ------------ | ------------- | ----------------------------------- |
| Arago (ARAGO?) | #04-05, 2010 | #43, 2011     | Takahiro Arai                       |
| Kunisaki Izumo no Jijo (國崎出雲の事情?) | #07, 2010    | #17, 2014     | Aya Hirakawa                        |
| Kaitai Shinsho 0 (怪体真書Ø?) | #14, 2010    | #21, 2011     | Chiyo Kenmotsu                      |
| T.R.A.P. (T.R.A.P.?) | #16, 2010    | #15, 2011     | Eko Yamatoya                        |
| Saijo no Meii ~The King of Neet~ (最上の明医〜ザ・キング・オブ・ニート〜?)                                                                                 | #18, 2010    | #22-23, 2014  | Takashi Hashiguchi, Kenzou Irie     |
| Sengoku Yatagarasu (戦国八咫烏?) | #25, 2010    | #02, 2012     | Hirokazu Kobayashi                  |
| Koutetsu no Hanappashira (鋼鉄の華っ柱?) | #44, 2010    | #41, 2012     | Hiroyuki Nishimori                  |
| Saijo wa? Straight!! (最後は?ストレート!!?) | #47, 2010    | #06, 2014     | Kazuyuki Samukawa                   |
| Chiisaihito Aoba Jidou Soudansho Monogatari (ちいさいひと 青葉児童相談所物語?)                                                                             | #49, 2010    | #29, 2012     | Jin Kyouchikutou                    |
| Washi ga Shishou Zeyo! (喝!!ワシが師匠ぜよ!?) | #51, 2010    | #10, 2011     | Shin Ogasawara                      |
| Joujuu Senjin!! Mushibugyo (常住戦陣!!ムシブギョー?) | #06, 2011    | #43, 2017     | Hiroyoshi Fukuda                    |
| Be Blues! ~Ao ni Nare~ (BE BLUES!〜青になれ〜?) | #09, 2011    | in corso      | Motoyuki Tanaka                     |
| Nozomi to Mikio (ノゾミとキミオ?) | #12, 2011    | #14, 2011     | Wakou Honna                         |
| Pokémon Reburst (ポケットモンスター RéBURST?, Pokémon Réburst)                                                                                             | #12, 2011    | #45, 2012     | Mitsuhisa Tamura, Jin Kusude        |
| Runway wo ? Produce!! (ランウェイを☆プロデュース!!?) | #14, 2011    | #21, 2011     | Kiyoko Arai                         |
| BUYUDEN (BUYUDEN?) | #16, 2011    | #09, 2014     | Takuya Mitsuda                      |
| Osumojii! Tsukasa no Ikkan (おすもじっ!◆司の一貫◆?) | #17, 2011    | #16, 2013     | Hirofumi Katou, Mitsuru Kaga        |
| Silver Spoon (銀の匙?, Gin no Saji) | #19, 2011    | #52, 2019     | Hiromu Arakawa                      |
| Asaoka High School Baseball Club Diary Over Fence (-浅丘高校野球部日誌- オーバーフェンス?)                                                                 | #22-23, 2011 | in corso      | Mitsuru Adachi                      |
| Inubu! -Bokura no Shippo Senki (犬部! -ボクらのしっぽ戦記-?)                                                                                               | #26, 2011    | #32, 2013     | Haruki Takakura, Yuka Katano        |
| GAN☆KON (GAN☆KON?) | #46, 2011    | #38, 2012     | Kenji Sugawara                      |
| Anagle Mole (アナグルモール?) | #47, 2011    | #06, 2014     | Tsubasa Fukuchi                     |
| Denpa Kyoushi (電波教師?) | #49, 2011    | #50, 2014     | Takeshi Azuma                       |
| Hime Hajike (ひめはじけ?) | #10, 2012    | #51, 2012     | Crystal na Yousuke                  |
| Area D Inou Ryouiki (AREA D 異能領域?) | #15, 2012    | #08, 2016     | Yang Kyung-il, Kyoichi Nanatsuki    |
| Koakumaouden Senkore! (小悪魔王伝 戦コレ!?) | #19, 2012    | #41, 2012     | Noriyuki Konishi, Kyoichi Nanatsuki |
| Tadashii Kodomo no Tsukurikata! (正しいコドモの作り方?) | #21-22, 2012 | #42, 2013     | Kuroda Takayoshi, Marita Morita     |
| Nadeshiko no Kiseki Kawasumi Nahomi Monogatari (なでしこのキセキ 川澄奈穂美物語?)                                                                          | #24, 2012    | #28, 2012     | Eko Yamatoya                        |
| AKB48 Satsujin jiken (AKB48殺人事件?) | #31, 2012    | #41, 2012     | Masaki Gotō, Gōshō Aoyama           |
| Duel・Masters Revolution (Duel Masters Rev.?) | #39, 2012    | #32, 2013     | Shinsuke Takahashi, Shido Kanzaki   |
| Ane Log: Moyako nēsan no tomaranai Monologue (姉ログ 靄子姉さんの止まらないモノローグ?)                                                                    | #42, 2012    | #21, 2016     | Taniguchi Kenji                     |
| Fantasista Stella (ファンタジスタ ステラ?) | #45, 2012    | #38, 2015     | Michiteru Kusaba                    |
| Sasami-san@Gambaranai (ささみさん@がんばらない?) | #46, 2012    | #23, 2013     | Akira Nishikawa                     |
| Shūmatsu no Laughter (終末のラフター?) | #51, 2012    | #04-05, 2013  | Yellow Tanabe                       |
| Character Times (キャラクタイムズ?) | #06, 2013    | #34, 2015     | Fujiminosuke Yorozuya               |
| Nobelu (NOBELU-演-?) | #16, 2013    | #50, 2014     | Ken Yoshida, Shinji Nojima          |
| Chōsuinō kei (超推脳 KEI?) | #17, 2013    | #31, 2014     | Yoshiki Tanaka, Kazuo Gomi          |
| Adventure of Sinbad (シンドバッドの冒険?) | #23, 2013    | #30, 2013     | Yoshifumi Ohtera, Shinobu Ohtaka    |
| Birdmen (バードメン?) | #33, 2013    | #10, 2020     | Yellow Tanabe                       |
| Keijo!!!!!!!! (競女!!!!!!!!?) | #34, 2013    | #22/23, 2017  | Daichi Sorayomi                     |
| Kokushi Musō! (国士無双!?) | #35, 2013    | #26, 2014     | Kazuki Tajima                       |
| Yugami-kun ni wa tomodachi ga inai (湯神くんには友達がいない?)                                                                                             | #48, 2013    | #25, 2019     | Jun Sakura                          |
| Hyoukyuuhime Toumegi Kantoku no Kajou na Aijou (氷球姫×常磐木監督の過剰な愛情?)                                                                            | #49, 2013    | #18, 2015     | Haruka Ono                          |
| Chrono Monochrome (クロノ・モノクローム?) | #01, 2014    | #01, 2015     | Jingetsu Isomi                      |
| Imawa no Kuni no Alice - Spade no King (今際の国のアリス?)                                                                                                 | #02-03, 2014 | #29, 2014     | Haro Asô                            |
| Kiriwo Terrible (キリヲテリブレ?) | #14, 2014    | #01, 2015     | Hiro Morita                         |
| Nani mo Nai Kedo Sora wa Aoi (何もないけど空は青い?) | #16, 2014    | #38, 2015     | Hiroyuki Nishimori, Yuuki Iinuma    |
| Captain Earth (キャプテン・アース?) | #19, 2014    | #45, 2014     | Hiroshi Nakanishi                   |
| Ginpaku no Paladin - Seikishi (銀白のパラディン -聖騎士-?)                                                                                                 | #22-23, 2014 | #24, 2015     | Keisuke Oka                         |
| Heavens Runner Akira (ヘブンズランナーアキラ?) | #24, 2014    | #48, 2015     | Hikaru Nikaidou                     |
| Nozo x Kimi - 2-nen-sei-hen (ノゾ×キミ -2年生編-?) | #26, 2014    | #20, 2015     | Honna Wakou                         |
| Eiga to Tenshi (EとT。〜えいがとてんし。〜?) | #27, 2014    | #34, 2015     | Ippei Nekosuna                      |
| Dagashi kashi (だがしかし?) | #30, 2014    | #20, 2018     | Kotoyama                            |
| Saike Mata Shitemo (サイケまたしても?) | #32, 2014    | #19, 2015     | Tsubasa Fukuchi                     |
| Sensou Gejikou (戦争劇場?) | #36-37, 2014 | #45, 2015     | Dousei Fujiko                       |
| Dezicon (デジコン?) | #40, 2014    | #15, 2015     | Tomohito Oda                        |
| Oishii Kamishama (おいしい神しゃま?) | #43, 2014    | #48, 2015     | Tōru Fujisawa                       |
| Imawa no Kuni no Alice - Daiya no King (今際の国のアリス?)                                                                                                 | #46, 2014    | #10, 2015     | Haro Asô                            |
| Tokiwa Kitareri (トキワ来たれり!!?) | #01, 2015    | #28, 2017     | Shun Matsuena                       |
| Drea. Mer. (ドリー・マー?) | #02-03, 2015 | #40, 2015     | Bakohajime                          |
| Tenshi to akuto!! (天使とアクト!!?) | #04-05, 2015 | #27, 2018     | Aya Hirakawa                        |
| Ritasu 2-kobun no suteki (レタス2個分のステキ?) | #06, 2015    | #46, 2015     | Hikaru Tanaka                       |
| Rion-san, Meiwakadesu. (リオンさん,迷惑です。?) | #07, 2015    | #42, 2015     | Urayama Shinya                      |
| Saezuri high school OK-bu! (さえずり高校OK部!?) | #08, 2015    | #47, 2015     | Isshiki Miho                        |
| MAJOR 2nd (MAJOR 2ND?) | #15, 2015    | in corso      | Takuya Mitsuda                      |
| Imawa no kuni no Alice (今際の国のアリス?) | #19, 2015    | #14, 2016     | Haro Aso                            |
| Nanoha yougashiten no ii shigoto (なのは洋菓子店のいい仕事?)                                                                                               | #19, 2015    | #48, 2016     | Tamiki Wakaki                       |
| tutti! (tutti!?) | #22-23, 2015 | #52, 2015     | Ryo Katagiri                        |
| And-Pair (アンペア And-Pair?) | #27, 2015    | #2, 2016      | Gōta Yamanaka, Yusuke Hori          |
| Character Times Golden (キャラクタイムズゴールデン?) | #35, 2015    | #30, 2016     | Fujiminosuke Yorozuya               |
| Ad astra per aspera (アドアストラペルアスペラ?) | #40, 2015    | in corso      | Kenjirō Hata                        |
| Akatsuki no bōkun (暁の暴君?) | #45, 2015    | #42, 2016     | Iori                                |
| Hatsukoi Zombie (初恋ゾンビ?) | #46, 2015    | #17, 2019     | Ryou Minenami                       |
| Nippen! (ニッペン!?) | #49, 2015    | #17, 2016     | Akira Otani                         |
| Amano Megumi wa Sukidarake! (天野めぐみはスキだらけ!?) | #03, 2016    | #40, 2021     | Nekoguchi                           |
| Fureru to Kikoeru (ふれるときこえる?) | #04/05, 2016 | #45, 2016     | Wakou Honna                         |
| Hiiragi-sama wa Jibun o Sagashiteiru (柊様は自分を探している。?)                                                                                           | #10, 2016    | #05/06, 2018  | Hiroyuki Nishimori                  |
| Sōbōtei Kowasubeshi (双亡亭壊すべし?) | #17, 2016    | #34, 2021     | Kazuhiro Fujita                     |
| Sandē hi kagakukenkyūjo (サンデー非科学研究所?) | #19, 2016    | #45, 2017     | Yuji Yokoyama                       |
| Aozakura: Bouei Daigakukou Monogatari (あおざくら 防衛大学校物語?)                                                                                         | #22/23, 2016 | in corso      | Hikaru Nikaidou                     |
| Maoujou de Oyasumi (魔王城でおやすみ?) | #24, 2016    | in corso      | Kagiji Kumanomata                   |
| Komi Can't Communicate (古見さんは、コミュ症です。?, Komi-san wa, komyushō desu.)                                                                          | #25, 2016    | in corso      | Tomohito Oda                        |
| Oniotadoru rite ikuseisō (鬼ヲ辿リテ幾星霜?) | #26, 2016    | #15, 2017     | Usagichu Shinkokorozashi            |
| Ryouko (RYOKO?) | #47, 2016    | #30, 2019     | Kaito Mitsuhashi                    |
| Dameterasu-sama. (だめてらすさま。?) | #48, 2016    | #27, 2017     | Shun Fujiki                         |
| Maiko-san Chi no Makanai-san (舞妓さんちのまかないさん?)                                                                                                   | #05/06, 2017 | in corso      | Aiko Koyama                         |
| Tenshou no Quadrable (天翔のクアドラブル?) | #19, 2017    | #08, 2018     | Takahiro Arai                       |
| Hoankan Evans no Uso: Dead or Love (保安官エヴァンスの嘘〜DEAD OR LOVE〜?)                                                                                 | #20, 2017    | #21, 2022     | Mizuki Kuriyama                     |
| Daiku no Hatou (第九の波濤?) | #21, 2017    | in corso      | Michiteru Kusaba                    |
| Youkai Giga (妖怪ギガ?) | #22/23, 2017 | #52, 2021     | Satsuki Satou                       |
| King of Idol (キング・オブ・アイドル?) | #24, 2017    | #44, 2018     | Tamiki Wakaki                       |
| Inseki Shoujo (隕石少女 メテオガール?) | #25, 2017    | #09, 2018     | Reach Ishiyama                      |
| Shinobi no (シノビノ?) | #33, 2017    | #43, 2018     | Rokurou Ogaki                       |
| Kanojo no umi-tate namatamago (彼女の産みたて生卵?) | #50, 2017    | #52, 2017     | Kurachi Chihiro                     |
| Tantei Xeno to Nanatsu no Satsujin Misshitsu (探偵ゼノと7つの殺人密室?)                                                                                    | #01, 2018    | #33, 2019     | Kyoichi Nanatsuki, Teppei Sugiyama  |
| Marry Grave (マリーグレイブ?, Marī Gureibu) | #03/04, 2018 | #07, 2019     | Hidenori Yamaji                     |
| Tokachi hitori botchi nōen (十勝ひとりぼっち農園?) | #01, 2018    | in corso      | Yokoyama Yūji                       |
| Ariadne in the Blue Sky (蒼穹のアリアドネ?, Sōkyū no Ariadone)                                                                                             | #01, 2018    | in corso      | Norihiro Yagi                       |
| Marī Gureibu (マリーグレイブ?) | #03-04, 2018 | #07, 2019     | Hidenori Yamaji                     |
| Così carina - Fly Me to the Moon (トニカクカワイイ?, Tonikaku Kawaii)                                                                                      | #12, 2018    | in corso      | Kenjirō Hata                        |
| Kimi wa 008 (君は008?) | #13, 2018    | in corso      | Syun Matsuena                       |
| Memesis (メメシス?) | #14, 2018    | #09, 2019     | Takuya Yakyū                        |
| Gofun-go no Sekai (5分後の世界?) | #22/23, 2018 | #41, 2019     | Hiroshi Fukuda                      |
| Switch (SWITCH?) | #20, 2018    | #24, 2021     | Atsushi Namikiri                    |
| Chrono Ma:gia:Toki no Shōkansha to Shiraha no Hanayome (クロノマギア 時の召喚者と白刃の花嫁?)                                                              | #21, 2018    | #29, 2018     | Fujiko Dosei                        |
| Detective Conan: Zero's Tea Time (名探偵コナン ゼロの日常?)                                                                                                | #24, 2018    | in corso      | Takahiro Arai, Gōshō Aoyama         |
| Chrono Ma:gia: Mugen no Haguruma (クロノマギア ∞の歯車?)                                                                                                   | #49, 2018    | #40, 2019     | Homura Kawamoto, Hikaru Muno        |
| Imouto Rireki (妹りれき?) | #02/03, 2019 | #21/22, 2019  | Kei Nishimura                       |
| FIRE RABBIT!! | #04/05, 2019 | #20, 2020     | Aya Hirakawa                        |
| Anonatsu -1959- (アノナツ-1959-?) | #06, 2019    | #32, 2019     | Ashibi Fukui                        |
| Undine of the Desert World (水女神は今日も恋をするか？?)                                                                                                   | #07, 2019    | #34, 2019     | Shinya Mizu                         |
| Ponkotsu-chan Kenshōchū (ポンコツちゃん検証中?) | #21/22, 2019 | #34, 2021     | Tsubasa Fukuchi                     |
| MAO (マオ?, Mao) | #23, 2019    | in corso      | Rumiko Takahashi                    |
| Yuko Sae Tatakaeba (ゆこさえ戦えば?) | #24, 2019    | #11, 2020     | Sei Fukui                           |
| The Tale of the Outcasts (ノケモノたちの夜?, Nokemono-tachi no Yoru)                                                                                       | #36/37, 2019 | #20, 2020     | Makoto Hoshino                      |
| Call of the Night (よふかしのうた?, Yofukashi no Uta) | #39, 2019    | in corso      | Kotoyama                            |
| Detective Conan: Police Academy Arc – Wild Police Story (名探偵コナン 警察学校編 Wild Police Story?, Meitantei Konan Keisatsu Gakkō-hen Wild Police Story) | #44, 2019    | #51, 2020     | Takahiro Arai, Gosho Aoyama         |

## Anni 2020
| Titolo                                                                                      | Prima uscita | Ultima uscita | Mangaka                      |
| ------------------------------------------------------------------------------------------- | ------------ | ------------- | ---------------------------- |
| Usotsuki (嘘月－ウソツキ－?)                                                                | #01, 2020    | #40, 2020     | Minami                       |
| PingKong (ピングコング?)                                                                    | #02/03, 2020 | #17, 2020     | Comic Jackson                |
| Senno Shitsuji (洗脳執事?)                                                                  | #04/05, 2020 | #21, 2020     | Wakabi Asayama               |
| Frieren - Oltre la fine del viaggio (葬送のフリーレン?, Sōsō no Frieren)                    | #22/23, 2020 | in corso      | Kanehito Yamada, Tsukasa Abe |
| Itoyan Goto Naki (いとやんごとなき?)                                                        | #24, 2020    | #14, 2021     | Komatsu Shouta               |
| Ryū to Ichigo (龍と苺?)                                                                     | #25, 2020    | in corso      | Yanamoto Mitsuharu           |
| Ikeda-kun (イケ田くん?)                                                                     | #26, 2020    | #45, 2020     | Atsumi Takeru                |
| Alice in Borderland Retry (今際の国のアリス RETRY?, Imawa no Kuni no Arisu Retray)          | #46, 2020    | #08, 2021     | Haro Aso                     |
| Bairokētāzu (バイロケーターズ?)                                                             | #22-23, 2021 | #10, 2022     | Kyōsuke Tanabe               |
| Kakeau Tsukihi (かけあうつきひ?)                                                            | #24, 2021    | in corso      | Sei Fukui                    |
| Hajime Rabu Kome Oga-Bebe (はじめラブコメ オガベベ?)                                        | #36-37, 2021 | in corso      | Okiraku Boy                  |
| Kage to Kage (影と影?)                                                                      | #40, 2021    | #42, 2021     | Iya                          |
| Gifu no Purizumu (義父のプリズム?)                                                          | #43, 2021    | #45, 2021     | Yutaka                       |
| Guinea Pig to Hakobi-ya (ギニーピッグと運び屋?)                                             | #46, 2021    | #49, 2021     | Lisa Amano                   |
| Shibuya Nia Famirī (シブヤニアファミリー?)                                                  | #48, 2021    | in corso      | Kōji Kumeta                  |
| Shiroyama to Mita-san (白山と三田さん?)                                                     | #02-03, 2022 | in corso      | Yuhei Kusakabe               |
| Mikadono-san Shimai wa Angai Choroi (帝乃三姉妹は案外、チョロい。?)                         | #04-05, 2022 | in corso      | Aya Hirakawa                 |
| Taifu Rirīfu (タイフウリリーフ?)                                                            | #06, 2022    | in corso      | Yomogi Mogi                  |
| Reddo Burū (レッドブルー?)                                                                  | #07, 2022    | in corso      | Atsushi Namikiri             |
| Rasuto Karute Hōjūi Gakusha Tōma Kenshō no Kioku (ラストカルテ―法獣医学者 当麻健匠の記憶―?) | #08, 2022    | in corso      | Wakabi Asayama               |
| Ayakashi Meoto Roman (妖夫婦浪漫?)                                                          | #15, 2022    | #17, 2022     | Minami                       |
| Golden Spiral (GOLDEN SPIRAL?)                                                              | #20, 2022    | in corso      | Tsubasa Fukuchi              |
| Borē Borē (ボレーボレー?)                                                                   | #21, 2022    | in corso      | Kawabatao                    |
| Kono Manga no Hiroin wa Morisaki Amane desu. (このマンガのヒロインは守崎あまねです。?)      | #22-23, 2022 | in corso      | Nekoguchi                    |
| Rabu Kome Kuesuto (ラブコメクエスト?)                                                       | #24, 2022    | in corso      | mmk                          |